# Цією сокирою я буду правити!
Цією сокирою я буду правити! (англ. By This Axe I Rule!) – одне з фентезійних оповідань американського письменника Роберта Говарда про Кулла з Атлантиди, події якого відбуваються в вигаданій автором Турійській ері.
Вперше оповідання опубліковане в  книжці з м’якою обкладинкою «Король Кулл» (англ. King Kull) виданої Lancer Books в 1967 році. 
Це оповідання було відхилено Pulp-журналами Argosy і Adventure у 1929 році , після чого Говард перероблює його, змінюючи головного героя на Конана, до сюжету додаються елементи надприродного, так з’являється оповідання "Фенікс на мечі". Перероблене оповідання з Конаном було опубліковане в грудні 1932 року.

## Сюжет
Серед дворян Валюзії визріла змова проти короля Кулла, вони намагаються вбити короля. Змовники: Рідондо, Дукалон, Енарос, Каануб, а також Ардіон безземельний (розбійник-вигнанець) вирішують напасти поки частина гвардії та «правиця» короля Брул Списоносець виїхали до Грондару.
На прийом до Кулла приходить молодий дворянин Сіно Валь Дор, який хоче одружитися з дівчиною-рабинею Алою. Але Кулл повідомляє, що це неможливо за незмінними законами держави. 
Пізніше понура, від того, що розмова її коханого з королем нічого не дала, Ала зустрічає незнайомця який виявляється самим королем.
У вечорі  змовники - чотири лідери і шістнадцять розбійників прокрадаються до палацу і потрапляють у приватні покої Кулла. Проте Кулл не спить, підозрюючи щось він вже одягнений у лати Червоного Вбивці, у руках його був меч. Починається битва короля проти змовників, Енарос гине, а Кулл, захопивши бойову сокиру, яка десятиліттями висіла на стіні, продовжує люто битися, проти багатьох нападників. Згодом зостаються лише Кулл та Ардіон, коли король витирає кров з очей, Ардіон нападає на нього, але Сіно який з’являється у покоях короля вбиває злодія, рятуючи життя атланту. Як потім розповів молодик, його кохана підслухала розмову свого господаря, Дукалона, після чого розповіла все Сіну. Молодий дворянин вирушив до короля, щоб повідомити його, але запізнився.
Поранений Кулл нагороджує молоду пару, які врятували його життя. Його радник Ту, заявляє, що це протиречить законам держави, вказуючи на чорну плиту с законами Валюзії, на що Кулл дає відповідь  розбиваючи плиту проголошуючи, що закон це він сам. Потім ламає скіпетр, підіймає сокиру проголошуючи  "Цією сокирою я правлю! Вона мій скіпетр".

## Дієві осіби оповідання
При переробці оповідання автор змінив імена та легенди діючих осіб, але при порівнянні творів, вони легко впізнаються у творі про Конана, який було надруковано у 1932 році. У таблиці надаються імена героїв, їх легенди, а також описи дієвих осіб у яких вони перетворилися.
| Персонаж оповідання       | Характеристика персонажу                                  | Відповідний персонаж «Фенікс на мечі» | Характеристика персонажу                                                             |
| ------------------------- | --------------------------------------------------------- | ------------------------------------- | ------------------------------------------------------------------------------------ |
| Кулл                      | Король Валюзії. Головний персонаж майже усіх творів серії | Конан                                 | Варвав кімерієць. Згодом король Аквілонії. Головний персонаж майже усіх творів серії |
| Брул Списоносець          | Друг Кулла і його найближчий помічник                     | Просперо                              | Друг Конана і його найближчий помічник                                               |
| Ка-Ну                     | Посол піктів                                              | Троцеро                               | сенешаль Аквілонії                                                                   |
| Енарос                    | Керівник Чорного легіону. Заколотник                      | Громель                               | Керівник Чорного легіону. Заколотник                                                 |
| Рідондо                   | Придворний поет. Заколотник                               | Рінальдо                              | Придворний поет. Заколотник                                                          |
| Ардіон                    | Розбійник. Заколотник                                     | Аскаланте                             | Колишній граф Тунський. Заколотник                                                   |
| Дукалон                   | Володар Кохамари. Заколотник                              | Бальмано                              | Граф Карабанський. Заколотник                                                        |
| Каануб                    | Володар Блаалу. Родич попереднього короля. Заколотник     | Діон                                  | Барон Атталусський. Родич попереднього короля. Заколотник                            |
| Келькор                   | Керівник Шарлатових Вбивць                                | Паллантід                             | Керівник Чорних Драконів                                                             |
| Борна                     | Попередній король Валюзії                                 | Нумедідес                             | Попередній король Аквілонії                                                          |
| Ту                        | Радник короля                                             | Публіус                               | Канцлер                                                                              |
| Сіно Валь Дор             | Молодий дворянин закоханий у рабиню                       | Відсутній аналог                      |                                                                                      |
| Ала                       | Рабиня                                                    | Відсутній аналог                      |                                                                                      |
| Раб який належить Ардіону | Ім’я невідоме                                             | Тот-Амон                              | Чаклун. Жрець Сета, тимчасово раб Аскаланте                                          |